# Zubčická Lhotka
Zubčická Lhotka je částí obce Zubčice v Jihočeském kraji. Nachází se přibližně 1,5 kilometru severovýchodně od obce Zubčice a 10 kilometrů východně od Českého Krumlova. Leží v Českokrumlovské vrchovině nad údolím Zubčického potoka. K vesnici patří také Pflégrův mlýn na Zubčickém potoce. Zubčická Lhotka spadá pod obec s rozšířenou působností Český Krumlov. Lhotkou prochází silnice třetí třídy spojující silnici I/3 (E55) a silnici II/157 vedoucí do Českého Krumlova.

## Historie
První písemná zmínka o vesnici pochází z roku 1337. V roce 1910 bylo ve Lhotce 23 domů a 134 obyvatel (všichni české národnosti).